# 中山幸
中山 幸（なかやま みゆき、10月9日 - ）は、日本の漫画家。大阪府出身。

## 人物
- 代表作に『ブレンド・S』、『くだみみの猫』がある。『ブレンド・S』は2017年10月から12月にアニメ化[3]、『くだみみの猫』はドラマCD化されている[4]。
- 高校のころは美術部に所属し[5]、後にアニメーション系の専門学校を卒業する[6]。
- 複数の飲食店でのバイト歴があり、ブレンド・Sではその経験が生かされているという[5]。

## 作品リスト

### 連載
- ブレンド・S（芳文社『まんがタイムきららキャラット』2013年10月号[7] - 2022年6月号[8]、まんがタイムKRコミックス、全8巻、アンソロジー1巻）
- くだみみの猫（KADOKAWA メディアファクトリー『月刊コミックアライブ』2014年3月号[9] - 2018年1月号[10]→『コミックキューン』2018年1月号[10] - 連載中、MFコミックス アライブシリーズ、既刊10巻）
- ショタおに（スクウェア・エニックス 『ガンガンBLiss』レーベル、2021年9月1日[11] - 連載中、ガンガンコミックス BLiss、既刊6巻）

### アンソロジー
- 『きらら共和国国会中継！』（2014年8月発売[12]）
- 『まんがタイムきららChannel』（2016年8月発売[13]）（表紙[13]）
- 『NEW GAME! アンソロジーコミック』1巻（2016年8月27日発売）ISBN 978-4-8322-4740-6（イラスト[14]）
- 『ひなこのーと 公式コミックアンソロジー』（2017年3月27日発売[15]）ISBN 978-4-04-069106-0（口絵イラスト[15]）
- 『となりの吸血鬼さん 公式コミックアンソロジー』（2018年9月27日発売[16]）ISBN 978-4-04-065111-8（カラーイラスト[16]）
- 『＃BがLする4ページアンソロジー ～好きがあふれて止まらない!～』（2022年5月19日発売[17]）ISBN 978-4-79-975722-2（表紙[18]）

### その他
- 『ご注文はうさぎですか?』第3話エンドカード
- 遠藤海成『まりあ†ほりっく』第14巻特装版小冊子（2015年2月23日発売[19]） - 完結記念カラーイラスト寄稿[19]
- 菅野マナミ『ひまわりさん』ドラマCD（2015年3月13日発売[20]） - 付属ブックレットイラスト寄稿[20]
- 加藤千穂美『契約の×××マーク』（2015年9月11日発売[21]） - イラスト[22]
- 大原ロロン『俺んちのメイドさん』第1巻（2016年1月27日発売[23]） - 同作の連載開始時に寄稿したゲストイラスト収録[23]
- きららファンタジア（オリジナルキャラクターデザイン[24]、監修）
- きんいろモザイクThank you!!（応援コメント）[25]
- 梱枝りこ『ありすorありす〜シスコン兄さんと双子の妹〜 トリビュート』（2018年4月23日発売[26]） - 描きおろしイラスト寄稿[26]
- びみ太『田舎に帰るとやけになついた褐色ポニテショタがいる』第1巻（2019年3月28日発売[27]） - 描きおろし応援イラスト収録[27]
- 伊藤いづも『まちカドまぞく』テレビアニメ化記念応援レター企画（『まんがタイムきららキャラット』2019年10月号[28]） - 寄稿[28]
- キャラットちゃん15歳（『まんがタイムきららキャラット』2020年11月号付録小冊子[29]） - 『まんがタイムきららキャラット』独立創刊15周年記念小冊子、描きおろし[29]